# Tosca
|  | Per a la pedra tosca vegeu Pumicita. |

Tosca és una òpera en tres actes de Giacomo Puccini sobre un llibret italià de Luigi Illica i Giuseppe Giacosa, basat en el drama La Tosca, de Victorien Sardou. Es va estrenar al Teatro Costanzi de Roma el 14 de gener de 1900.
L'argument de Tosca és de tall polític, inserit en un ambient històric verídic que és l'Europa del 1800, i enmig de la invasió de Napoleó a Itàlia (batalla de Marengo) darrere de les seves idees revolucionàries.

## Composició
El drama original de Victorien Sardou va ser estrenat a París l'any 1887, i Puccini el va veure a Milà el mateix any, amb Sarah Bernhardt fent de Tosca. Immediatament, Puccini va demanar al seu editor Giulio Ricordi que adquirira els drets a Sardou, operació que només va poder ser tancada l'any 1893 però per a ser adjudicats a Alberto Franchetti, un altre compositor. Illica en va escriure el llibret, i a l'octubre de 1894, Franchetti, Ricordi, Illica i Giuseppe Verdi van reunir-se amb Sardou per a mostrar-li'l. Verdi es va mostrar especialment fascinat amb aquesta tragèdia, però va refusar de compondre'n la música si Sardou no hi proporcionava altre desenllaç.
Passats pocs mesos, Franchetti va admetre finalment que no era capaç de compondre la música per a aquest drama, i per això Giulio Ricordi va demanar a Puccini que se'n fes càrrec. Puccini encara estava dolgut i només la intercessió de Verdi va poder convèncer-lo d'acceptar-hi. Va començar la faena l'any 1896, després de la conclusió de La Bohème; Ricordi va posar Giuseppe Giacosa a treballar amb Luigi Illica en el llibret, però Giacosa no estava a l'altura de la seua pròpia capacitat i va tenir diverses disputes amb Sardou. Puccini també va discutir amb Illica, Giacosa i Ricordi, els quals havien proposat d'incloure un triomfal "Himne Llatí" per a l'acte III, però Puccini finalment els va convèncer de reduir-lo als només divuit compassos del Trionfal... di nuova speme.
A l'octubre de 1899, després de tres anys de difícil col·laboració, l'òpera estava acabada. Atès que l'òpera tenia un tema romà, hom va decidir que l'estrena havia de ser a la Ciutat Eterna, al Teatro Costanzi. L'obra havia despertat una notable curiositat, arran de la seua llarga i difícil gestació. La soprano Hariclea Darclée va interpretar el paper de Tosca, el tenor Emilio De Marchi va ser Cavaradossi, el baríton Eugenio Giraldoni va ser Scarpia. La direcció musical va anar a càrrec de Leopoldo Mugnone. A l'estrena van assistir la reina Margarida, el primer ministre Luigi Pelloux i molts compositors, entre els quals Pietro Mascagni, Francesco Cilea, Franchetti i Sgambati.
L'èxit va ser complet, tot i que va sorprendre la diferència d'ambient entre 'Tosca' i l'obra precedent del compositor: La Bohème.

## Anàlisi
Tosca comença amb una colpidora, gairebé tràgica atmosfera, d'una manera molt més fosca que les pàgines introductòries de les òperes precedents de Puccini. No obstant això, el compositor introdueix la figura del sagristà, un basso buffo, que hi afegeix un biaix còmic. En les seues obres, Puccini va anar amb molt de compte amb els personatges secundaris, sempre ben definits. La facècia del sagristà amb Mario deixa pas gradualment a l'ària Recondita armonia. Aquesta peça requereix intensitat vocal i extensió, així com profunditat d'interpretació per part del tenor i l'enriqueix la contramelodia del sagristà.
Angelotti torna a escena i la música s'enfosqueix; però amb l'entrada de Tosca i el duet Non la sospiri la nostra casetta, torna una atmosfera més lluminosa, amb un timbre orquestral molt pròxim al de la música impressionista francesa.
Quan reapareix Angelotti, Puccini fa tornar l'atmosfera tràgica, d'un caràcter semblant al de les primeres escenes; Angelotti és clarament la clau musical de la tragèdia, molt més que Scarpia.
Arriba un interludi gairebé còmic a càrrec del sagristà i el cor. Quan arriba Scarpia, l'orquestra torna a esdevenir pregona i fosca, però alhora amb energia, personificant el caràcter del tirà Scarpia, l'investigador policial, el jutge. Puccini subratlla cada accent i mot de Scarpia amb la intenció de descriure'l com una mena de dimoni, potser només comparable al personatge de Iago, en l'Otello de Verdi.
L'episodi de l'interrogatori de Cavaradossi és compost en un estil "conversacional" i acaba amb un exemple de música diegètica: Tosca canta una cantata —una inserció de la tradició barroca en el context realista de l'òpera.
Altre fragment "conversacional" és tallat de sobte pel crit de Cavaradossi: Vittoria, vittoria.
El següent episodi inclou una música vehement i agitada per a l'orquestra, que conclou amb la famosa ària Vissi d'arte, que requereix una gran capacitat de la cantant: legato, notes agudes, consistència en el rang mitjà de la veu, energia i fraseig.
L'acte 3 inclou una introducció orquestral, descriptiva del camp romà, la famosa ària E lucevan le stelle i el violent final de l'òpera.

## Síntesi argumental
Lloc: Roma
Temps: Juny de 1800

### Acte I
L'església de Sant'Andrea della Valle
Angelotti, un polític caigut en desgràcia i fugitiu de la justícia cerca refugi en l'església de Sant'Andrea della Valle, on la seva família té una capella. La seva germana, la marquesa Attavanti, mentre resava per ell, ha servit de model, sense saber-ho, per al pintor Mario Cavaradossi, que s'hi troba treballant en un quadre de la Maria Magdalena. Tot just després, entra el sagristà, seguit de prop per Cavaradossi, mentre Angelotti s'amaga en la capella de la seva família. El sagristà ajuda Cavaradossi netejant els pinzells. Cavaradossi deixa de treballar un moment i trau un medalló de la butxaca: aquest medalló té un retrat en miniatura de Tosca. El pintor fa una comparació entre Tosca i la model que està pintant (Recondita armonia).
El sagristà fa un controcanto (Scherza con i fanti e lascia stare i santi — riu-te amb el diable i deixa estar els sants) i després deixa sol el pintor. Quan el sagristà se'n va, Angelotti surt del seu amagatall. Cavaradossi és amic i aliat polític seu. Angelotti comença a narrar la seva fugida del castell de Sant'Angelo (presó papal de Roma) però l'arribada de Tosca interromp llur conversa (Tosca : Mario! Mario! Mario!). Cavaradossi dona a Angelotti un poc de menjar i l'ajuda a tornar a la capella.
Floria Tosca és una cantant, i penetra en l'església amb la intenció d'invitar Mario Cavaradossi —el seu amant— a una cita després de la seva actuació, aquella mateixa nit. Però Tosca és molt gelosa, i comença a desconfiar de Cavaradossi, en haver-lo sentit parlar amb algú poc abans que arribés. Imagina una intriga amb una dona, i els seus temors es confirmen aparentment pel retrat de Maria Magdalena. Diu que els ulls blaus de la model li resulten molt familiars. Finalment, Tosca s'adona que Mario ha emprat la marquesa Attavanti de model, però Mario intenta esborrar les seves sospites. Tosca té els ulls marrons, mentre que la model els té blaus. (Qual occhio al mondo – "Quins ulls en tot el món poden comparar-se als teus").
Tosca, no obstant haver superat l'atac de gelosia, insisteix que el pintor canviï els ulls de la Magdalena al color marró.
Angelotti reapareix, i amb Cavaradossi estudia la seva fugida: haurà de disfressar-se de dona amb uns vestits que la seva germana ha amagat a l'altar i escapolir-se a la vil·la del pintor, on podrà amagar-se. Cavaradossi jura que, fins i tot amb el cost de la seva vida, salvarà Angelotti del malvat Scarpia (La vita mi costasse, vi salveró – "Us salvaré encara que em costi la vida"). Se sent un tret de canó procedent del castell de Sant'Angelo, que indica que la fugida d'Angelotti ha estat descoberta, el pintor i Angelotti surten de l'església per a executar el seu pla.
El sagristà torna envoltat d'una colla riallera d'escolans i infants del cor (Sagristà, cor: Tutta qui la cantoria! – "Ací tot el cor!"). Tots creuen, falsament, que Napoleó ha estat vençut i es disposen a cantar un Te Deum en acció de gràcies, quan Scarpia, cap de la policia, arriba amb Spoletta i alguns dels seus homes cercant d'un presoner fugit. En la capella dels Attavanti, Spoletta troba el ventall de la marquesa i la cistella del pintor buida de menjar i vi. Scarpia demana amenaçadorament al sagristà per aquests fets, però aquest respon que Cavaradossi no tenia la clau de la capella i que no havia mostrat cap interès en el menjar. Scarpia ràpidament conclou que Cavaradossi està implicat en la fugida d'Angelotti.
Tosca torna per avisar Cavaradossi que ha de cantar en la celebració de la cantata i que no es podran veure aquesta nit. En veure que Cavaradossi se n'ha anat, tornen les seues sospites. Mestrestant, l'església va omplir-se i un cardenal es prepara per al Te Deum.
Scarpia excita la gelosia de Tosca mostrant-li el ventall de l'Attavanti i Tosca se'n va angoixada. Ordenant a un agent que la percace (Tre sbirri, una carrozza – "Tres policies, una carrossa"), declara amb passió el seu amor per la cantant i després s'agenolla amb devoció per a pregar (Scarpia: Va' Tosca, nel tuo cuor s'annida Scarpia – "Vés-te'n Tosca, en el teu cor nia Scarpia"; Cor: Adjutorum nostrum; Scarpia: A doppia mira tendo il voler – "A dos objectes mira el meu desig").

### Acte II
Habitació de Scarpia al Palau Farnese (actualment l'ambaixada de França)
Scarpia sopa sol mentre a fora se senten les celebracions. Envia un servent a lliurar una nota a Tosca amb què la invita a trobar-se amb ell així que acabe la seua actuació. Cínicament canta de plaer (Ella verrà per amor del suo Mario – "Vindrà per amor al seu Mario" i Ha più forte sapore la conquista violenta – "La conquesta violenta té més bon gust") presumint que ella es rendirà davant del seu poder.
Spoletta ha seguit Tosca fins a la vil·la del pintor. Entra amb Cavaradossi, però sense Angelotti, que ha aconseguit fugir. Scarpia interroga el pintor, però aquest no li revela cap informació. Arriba Tosca i el pintor li mormola que no diga res sobre Angelotti. Scarpia envia fora Cavaradossi, perquè siga torturat, i després fixa la seua atenció en Tosca (Scarpia: Ed or fra noi parliam da buoni amici – "I ara, parlem com bons amics") Scarpia descriu a Tosca, amb detall, els patiments del seu amant sota tortura. Ella pot escoltar els seus crits, però no pot ajudar-lo. Finalment, prostrada, confessa l'amagatall d'Angelotti. El pintor és dut a la presència de Scarpia, qui li diu que ja coneix el lloc on s'amaga Angelotti. En el seu dolor i humiliació Cavaradossi maleïx Tosca per haver-lo traït.
Sciarrone entra per a anunciar que els primers informes eren erronis, Napoleó ha vençut les forces reialistes en la batalla de Marengo. Cavaradossi, crida (Vittoria!), i el tornen a dur a presó. Tosca prova de seguir-lo, però Scarpia la fa tornar enrere. Ella li demana quin preu té la llibertat de Mario (Scarpia: Mi dicon venal – "Diuen que sóc venal."). Li confessa la passió que sent per ella i lascivament li demana el seu cos, la seua virtut, i ella mateixa, per a posar en llibertat Mario. Tosca prova de fugir, però Scarpia l'agafa i vol forçar-la. Durant la baralla se senten tabals i Scarpia li fa saber que són els tabals que anuncien l'execució de Cavaradossi. Tosca finalment, vençuda, demana a Déu la raó de tanta crueltat envers ella (Tosca: Vissi d'arte, vissi d'amore – "He viscut de l'art, he viscut de l'amor"; Scarpia: Sei troppo bella, Tosca, e troppo amante – "Ets massa bella, Tosca, i massa apassionada"). Spoletta entra i anuncia que Angelotti s'ha suïcidat en el moment en què els agents de Scarpia l'han descobert a la vil·la de Cavaradossi.
En adonar-se que no té cap alternativa, Tosca finalment accedeix a la demanda de Scarpia. Aquest, llavors, ordena a Spoletta que organitze un simulacre d'execució per a Cavaradossi. Tosca li demana sengles salconduits, per a ella i per al pintor, que els permetran eixir del país. Mentre espera que Scarpia escriga els salconduits, Tosca veu un ganivet sobre la taula i pren la decisió d'assassinar Scarpia abans que deixar que la viole. En el moment en què Scarpia s'avança per abraçar-la, aquesta el fereix. (Questo è il bacio di Tosca– "Aquest és el bes de Tosca"). Tosca se'n va amb el so dels tabals en la llunyania (E avanti a lui tremava tutta Roma – "I davant d'ell tremolava Roma sencera").

### Acte III
Pis superior del Castel Sant' Angelo, on Cavaradossi ha de ser executat
Les campanes de les esglésies anuncien l'alba, mentre un pastor canta un stornello en romanesco, el dialecte romà. Cavaradossi, empresonat, espera la seua execució. Pel preu d'un anell, la seua darrera possessió, Cavaradossi convenç el carceller que lliure una nota a Tosca, i després comença a escriure una carta de comiat (E lucevan le stelle – "I els estels lluïen."). Amb la darrera línia (E non ho amato mai tanto la vita – "I mai no havia estimat tant la vida"), esclata en plor.
Tosca entra amb Spoletta i un sergent, portant el salconduit. Explica a Mario com ha donat mort a Scarpia amb l'objectiu de salvar-se ambdós. (Tosca: Il tuo sangue o il mio amor volea – "Ell volia la teua sang i el meu amor") Després ella li explica que l'execució no serà més que un simulacre, i amb triomfant emoció comencen a somiar en el seu futur. (Duet: Senti, l'ora è vicina – "Escolta, l'hora s'aproxima.")(Cavaradossi: Amaro sol per te m'era il morire – "Morir era amarg només per tu"; Tosca: Amore che seppe a te vita serbare – "L'amor que va saber salvar la teu vida"; duet final: Trionfal... di nova speme – "Triomfants, de nova esperança.")
Els soldats disparen, Mario cau. Tosca festeja la meravellosa actuació de Mario (Ecco un artista – "Vet ací un artista"). Quan els soldats surten, Tosca corre junt a Mario i li demana que s'aixeque. Quan ell no respon, Tosca s'adona de la veritat: Scarpia mai no va voler salvar Cavaradossi, i ha donat a Spoletta l'ordre d'executar-lo. Cavaradossi jeu mort. En el moment en què Tosca s'adona de l'engany, Spoletta, que ha descobert l'assassinat de Scarpia, apareix amb un grup de soldats i acusa Tosca de la mort del seu cap. Intenta detenir-la, però ella aconsegueix desfer-se dels soldats, puja per les muralles del castell i es llança al buit ("O Scarpia, avanti a Dio!" - "Oh, Scarpia, ens veurem davant de Déu!").

## Enregistraments selectes
| Any  | Repartiment (Tosca, Cavaradossi, Scarpia)              | Director, Teatre i Orquestra                                                                       | Segell                                                |
| ---- | ------------------------------------------------------ | -------------------------------------------------------------------------------------------------- | ----------------------------------------------------- |
| 1953 | Maria Callas, Giuseppe di Stefano, Tito Gobbi          | Victor de Sabata, Orquestra i Cors del Teatre La Scala                                             | Audio CD: EMI Classics 7243 5 62890 2 4               |
| 1957 | Zinka Milanov, Jussi Björling, Leonard Warren          | Erich Leinsdorf, Orquestra i Cor de l'Òpera de Roma                                                | Audio CD: BMG Classics 09026-63305-2                  |
|      | Leontyne Price, Giuseppe di Stefano, Giuseppe Taddei   | Herbert von Karajan, Orquestra Filharmònica de Viena i Cor de l'Òpera Estatal de Viena             | Audio CD: Decca 028946638422                          |
| 1976 | Montserrat Caballé, Josep Carreras, Ingvar Wixell      | Sir Colin Davis, Orquestra i Cor de la Royal Opera House, Covent Garden                            | Audio CD: Philips 028943835923                        |
|      | Mirella Freni, Plácido Domingo, Samuel Ramey           | Giuseppe Sinopoli, Philharmonia Orchestra, Royal Opera House, Cor del Covent Garden i Cor infantil | Audio CD: Deutsche Grammophon 028943177528            |
|      | Raina Kabaivanska, Plácido Domingo, Sherrill Milnes    | Bruno Bartoletti, New Philharmonia Orchestra i Ambrosian Singers                                   | DVD: Deutsche Grammophon B0007P0LOI, Decca B00005Q66Z |
| 1985 | Hildegard Behrens, Plácido Domingo, Cornell MacNeil    | Giuseppe Sinopoli, Orquestra i Cor del Metropolitan Opera                                          | DVD: Deutsche Grammophon B000FTJEBM                   |
| 1992 | Catherine Malfitano, Plácido Domingo, Ruggero Raimondi | Zubin Mehta, Orquestra Simfònica de la RAI i Cor de Roma                                           | VHS Video only: Teldec Video 6302779715               |
| 2001 | Angela Gheorghiu, Roberto Alagna, Ruggero Raimondi     | Antonio Pappano, Orquestra i Cor de la Royal Opera House, Covent Garden                            | DVD of film: EMI Classics 7243 5 57173 2 0            |